# Wladimir Arsumanjan

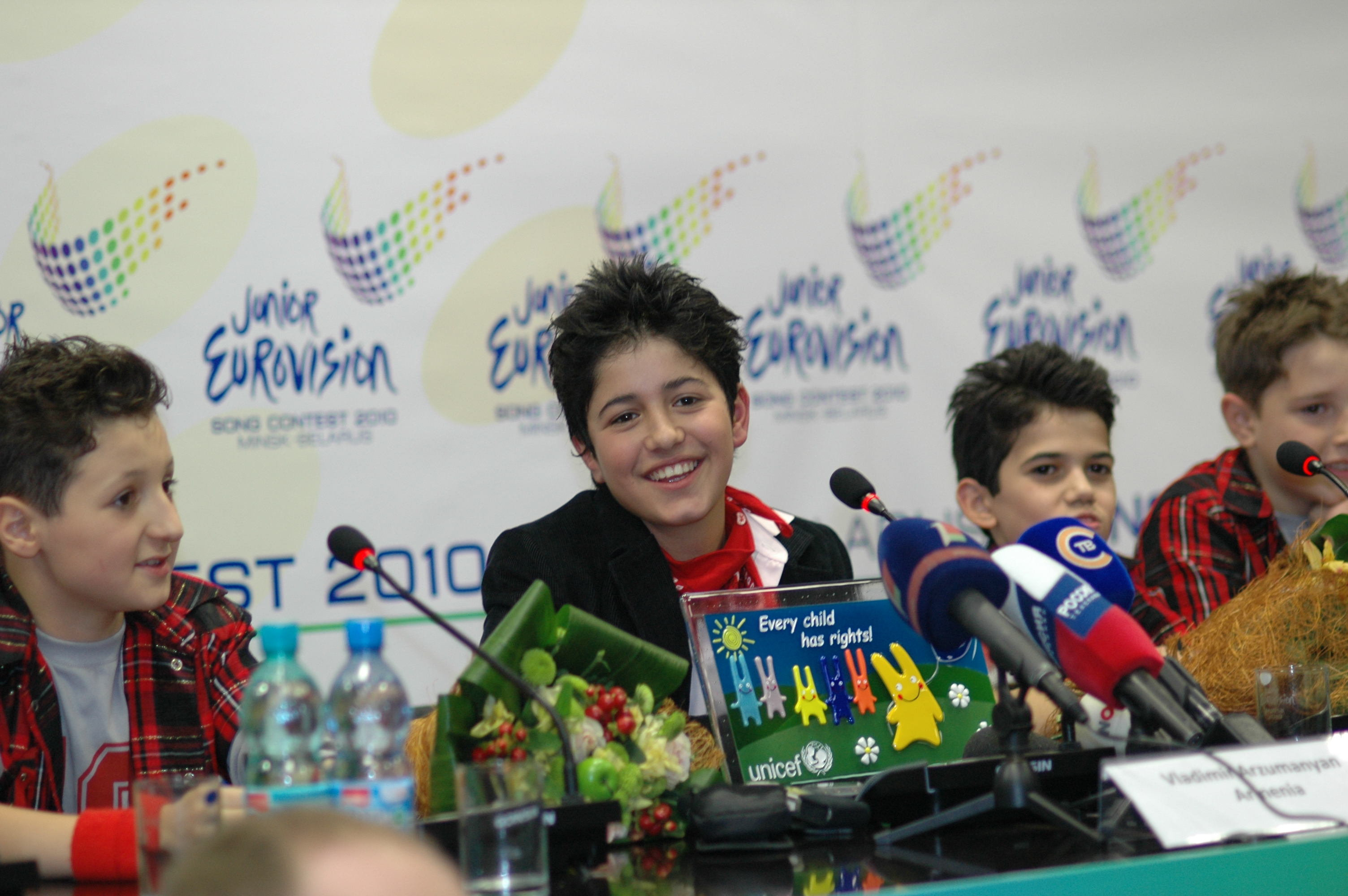
Wladimir Arsumanjan beim Junior Eurovision Song Contest 2010

Wladimir Arsumanjan (armenisch Վլադիմիր Արզումանյան; * 26. Mai 1998 in Stepanakert, Republik Bergkarabach) ist ein armenischer Sänger, welcher den Junior Eurovision Song Contest 2010 gewann.
Arsumanjan stand bereits in jungen Jahren auf der Bühne und nahm an verschiedenen Gesangswettbewerben teil, unter anderem belegte er beim New Wave Song Festival 2010 den dritten Platz. Wenig später bewarb er sich mit dem von ihm verfassten und von DerHova produzierten Titel Mama erfolgreich um die Teilnahme am Junior Eurovision Song Contest. Beim JESC in Minsk erhielt er insgesamt 120 Punkte, darunter vier Mal 12 Punkte, und konnte sich wiederum mit nur einem Punkt Vorsprung vor dem zweitplatzierten Beitrag aus Russland durchsetzen. Es war der erste Sieg Armeniens beim JESC.
2020 nahm Arsumanjan mit dem Titel What's Going On Mama an der armenischen Vorentscheidung zum Eurovision Song Contest teil. Obwohl er im Televoting die meisten Stimmen erhielt, belegte er insgesamt nur den dritten Platz.